# Wanlin
Wanlin (en wallon Wanlin) est une section et un village de la commune belge de Houyet situés en Région wallonne dans la province de Namur.
C'était une commune à part entière avant la fusion des communes de 1977.
Elle possédait autrefois une gare, désormais fermée, dont le bâtiment est devenu une habitation privée.

## Géographie
Le village est délimité au nord et à l’est par un méandre de la Lesse (un affluent de la Meuse), ainsi qu’à l’est par l’autoroute A4/E411 et le petit village de Vignée.

## Évolution démographique
- Source: DGS, 1831 à 1970=recensements population, 1976= habitants au 31 décembre

## Patrimoine et culture

### Patrimoine architectural
- Le château.

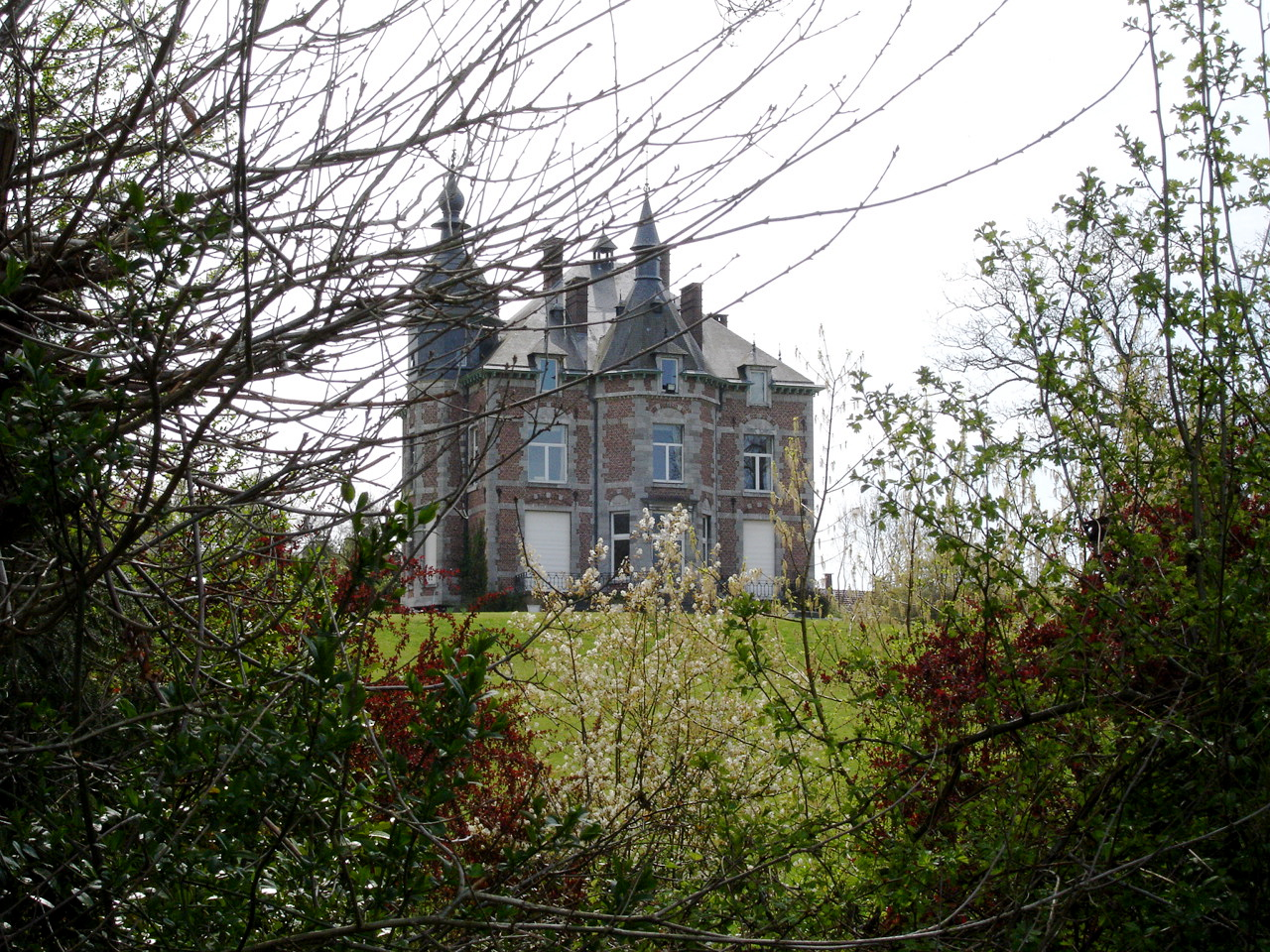
Le château.

  - La briqueterie qui fournissait autrefois la région en briques et en tuiles (cette entreprise est maintenant fermée).
  - Le petit musée de la vie rurale "La Besace".
  - La fileuse de verre, "Verlota".
  - Le Ravel qui relie Houyet à Jemelle et passe par Wanlin.